# Interstellar
Interstellar je americký vědeckofantastický film režiséra Christophera Nolana z roku 2014. Hlavní role ztvárnili Matthew McConaughey, Anne Hathawayová, Jessica Chastain, Michael Caine, Bill Irwin a Ellen Burstyn. Námět filmu a scénář napsali bratři Christopher a Jonathan Nolanovi. Děj filmu zpracovává kosmickou výpravu lidí, kteří hledají obyvatelnou planetu pro lidstvo z planety Země.

## Děj
Děj filmu se odehrává v blízké budoucnosti. Koncentrace dusíku v atmosféře Země nezvratně roste, což vede ke zhoršování klimatu a hrozí zánik lidské civilizace. Bývalý pilot NASA a současný farmář Cooper žije s dcerou, synem a tchánem na farmě v americkém vnitrozemí, které trpí neúrodou a prachovými bouřemi. Desetiletá dcera Murph tvrdí, že její pokoj navštěvuje duch a shazuje knihy z police. Cooper jí ze začátku nevěří, ale po jedné silné prachové bouři si všimne pravidelných prachových obrazců na podlaze dětského pokoje. Zdá se, že je má na svědomí tentýž "duch" – Cooper však zjistí, že se jedná o gravitační anomálii, a vydedukuje z obrazců souřadnice. Jede spolu s Murph na místo určené souřadnicemi a objeví tajné středisko NASA.
Vedoucí střediska profesor Brand a jeho kolegové objevili před pár lety v oblasti orbity planety Saturn červí díru, která umožňuje rychlý přesun do jiné galaxie. NASA se domnívá, že tento průchod tam umístili "Oni" – neznámá vyspělá civilizace, aby umožnila lidstvu záchranu a nalezení nové obyvatelné planety. Přestože veškeré vesmírné výzkumy byly už před lety vládou zastaveny z důvodu nedostatku zdrojů, NASA byla tajně toutéž vládou povolána zpět a zahájila projekt Lazar, kdy vyslala červí dírou do vzdálené galaxie dvanáct jednočlenných výprav. Ty měly za úkol najít obyvatelnou exoplanetu, kterou však kvůli svým vzletu neschopným modulům opustit nemohly. Po objevení vhodné planety měly vyslat hlášení, uložit se do hibernace a čekat na případnou další výpravu ze Země; nebo, pokud jejich planeta obyvatelná nebyla, se smířit se svým osudem a čekat na smrt. Tři z nalezených planet jsou podle hlášení slibné ke kolonizaci, pojmenované podle svých objevitelů jako Miller, Edmunds a Mann. Cooper dostal nabídku, aby další výpravu vedl on a spolu se zbytkem elity astronautů NASA zjistil, která ze tří planet je nejslibnější. Profesor Brand má dva plány. Hlavní plán A spočívá v kontaktování výprav a prověření signálů, zatímco bude profesor na Zemi zkoumat možnost přesunu zbytku populace ze Země na vhodnou planetu. Plán B představuje zásoba genetického materiálu (oplodněná zmrazená vajíčka), kterou veze výprava s sebou a z níž může na příhodné planetě založit kolonii, zatímco zbytek obyvatel Země bude „obětován“ a ponechán k postupnému dožití.
Murph nesouhlasí s účastí svého otce v expedici z obavy, že se nikdy nevrátí, ale Cooper přesto odlétá. Dalšími členy výpravy jsou dcera profesora Branda Amelie, fyzik Romilly, geograf Doyle a víceúčeloví inteligentní roboti TARS a CASE. Po dvou letech cesty se výprava budí z umělého spánku na orbitě Saturnu a prochází červí dírou do jiné části vesmíru. Posádka řeší dilema, kterou ze tří vhodných planet navštívit, protože pro všechny nemají dostatek paliva. Nakonec se rozhodnou pro planetu Miller.
Planeta Miller se nachází v blízkosti černé díry, a díky časové dilataci jedna hodina na povrchu se rovná sedmi letům na Zemi. Výsadek tvoří Cooper, Amelie a Doyle, Romilly zůstává na oběžné dráze a provádí výzkumy tam. Trojice přistává na místě označeném bójemi v blízkosti trosek první expedice a zjišťuje, že celá planeta je pokrytá po kolena mělkým mořem. Při pohybu po hladině ale přichází obrovská vlna, Cooper a Amelie na poslední chvíli uniknou do modulu, ale Doyle zemře. Po návratu modulu zpět na kosmickou loď uplynulo pro Coopera a Amelii několik hodin, ale Romillyho nacházejí o dost staršího.
Mezitím na Zemi Murph vyrostla, stala se vědkyní a připojila se k týmu profesora Branda. Spolu zatím stále neúspěšně řeší problém masového posílání lidí prostřednictvím defektu časoprostoru. Na smrtelné posteli se profesor přiznává, že celý jeho plán A na spásu lidstva byla jen zástěrka, a že hlavním plánem je plán B. Murph se nechce smířit se zkázou zbytku lidstva. Tuší, že klíč k řešení se skrývá v hlubinách černých děr, kam se ale není možné dostat. Díky jednosměrnému signálu vidí astronauti z výpravy, co se na Zemi děje, ale opačně signál poslat nelze.
Zbytek výpravy Endurance se rozhoduje, na kterou planetu letět, jelikož palivo jim zbylo jen pro návštěvu jediné a potenciální návrat na Zemi. Amelie hlasuje pro planetu Edmund, jejíž objevitel byl na Zemi jejím milencem. Cooper její hlas shledá nekonstruktivním a rozhoduje pro planetu Mann. Po přistání zjišťují, že planeta je studená, nehostinná a pokrytá ledem a atmosféra obsahuje pouze amoniak a kyslík. Objeví základnu, ve které proberou z hibernace Dr. Manna. Ten jim oznamuje, že pod ledovým povrchem planety jsou místa, kde se, podle jeho průzkumu, dá žít a dýchat. Z jejich mateřské lodi jim TARS přehraje zprávu, kterou namluvila Murph – sděluje Amelii smrt jejího otce a poté jim odhalí profesorovo tajemství, že plán A nikdy neexistoval. Obviní výpravu z toho, že o tom věděli a nechali zbytek lidí na Zemi umřít. Cooper, Brandová a Romilly jsou v šoku. Mann přiznává, že on to celou dobu věděl.
Cooper se rozhoduje pro návrat domů, souhlasí ale s tím, že nejprve pomůže ukotvit modely potřebné k přežití a založení kolonie na Mannově planetě. Když spolu s Dr. Mannem hledají příslušné místo, Mann Coopera napadne – pokusí se ho shodit do propasti, aby nemohl s jejich jedinou lodí odletět zpět na Zemi a nechat ostatní zemřít na Mannově nehostinné planetě. Zatímco o osudu jich samých a o osudu lidstva rozhodují ve zdánlivě iracionálním pěstním souboji, Cooper se dozvídá, že Mann celou dobu lhal, a nazve ho zbabělcem. Mann nepopírá. Daří se mu rozbít průhled Cooperova skafandru a dovnitř tak začíná proudit amoniak. Mann zanechává dusícího se Coopera na ledové pláni a vrací se zpět do tábora.
Zatímco Brandová a oba roboti hledají Coopera, v modulu Dr. Manna dojde k explozi – jeho robot KIPP splnil úlohu nastražené pasti, když se Romilly pokoušel dostat k jeho datům (pravým, která by odhalila Mannovy machinace). Romilly při výbuchu zahyne a Mann, který explozi viděl, ví, že se smyčka kolem něj pomalu utahuje; nasedá do jednoho z Rangerů a míří s ním na orbitu, aby zakotvil v portu Endurance. Brandová s Cooperem, živým a schopným, jsou mu v patách. Pokud Mann úspěšně dokuje, bude se moci rozhodnout, jestli je nechá napospas osudu, nebo je vezme s sebou. A to pro přeživšího Coopera, který Mannovu zbabělost prokoukl, nejsou růžové vyhlídky.
Mann je při pokusu o ukotvení do vesmírné stanice příliš unáhlený a selhává – přechodová komora exploduje a Mann zahyne. Výbuch zničil jeden z modulů Endurance a ta začala šílenou rychlostí rotovat. Cooper se pokusí o nemožné a i za těchto podmínek úspěšně dokuje. Brandová zjišťuje, že plán B je stále proveditelný, protože výbuch nepoškodil zásobu vajíček pro kolonii. Zdá se ale, že nemají dostatek paliva ani na cestu k poslední planetě.
Cooper se rozhodne pro zoufalý krok – využije gravitace černé díry a pokusí se poslat kosmickou loď se zbytkem paliva na planetu Edmunds, "jako by střílel z praku". Pomocí trysek nákladní lodi řízené TARSem udělí mateřské lodi dodatečnou rychlost. Nákladní loď i s TARSem se pak odpojí, aby ubrala mateřské lodi přebytečnou hmotnost. Přestože Cooper Amelii tvrdil, že loď má dost zdrojů, aby je oba udržela naživu až do přistání na Edmundsově planetě, nečekaně se také nechává odpojit – obětuje se pádem do černé díry a Brandová tak pokračuje na lodi sama.
Cooper se katapultuje z kolabující lodi a padá do neznámého časoprostoru, který připomíná labyrint sestavený z různých okamžiků života jeho dcery v jejím dětském pokoji. Po chvíli naváže spojení s TARSem, který mu oznámí, že se nachází v pětidimenzionálním prostoru. Cooper se nachází v tzv. Tesseractu, vícerozměrné kostce vytvořené zřejmě neznámou supercivilizací, a vidí události z minulosti. Nachází se v prostoru za knihovnou mladé Murph, komunikuje s ní pomocí gravitace (shazuje knihy z police) a dochází mu, že on byl ten duch, který Murph "strašil".
Cooper nemůže komunikovat vizuálně nebo hlasem, ale s pomocí vteřinové ručičky na jeho starých hodinkách, které před odletem daroval Murph, je schopný jí v morseovce předat kvantová data, která v černé díře získal TARS a která mohou vyřešit problémovou rovnici plánu A. Murph nakonec pochopí, že tyto signály posílá její otec z budoucnosti, a přijme je. Cooperovi dochází, že ona neznámá supercivilizace jsou oni, lidé, jen z daleké budoucnosti. Jakmile Cooper předá celou zprávu, Tesseract se hroutí. Murph přepisuje profesorovu rovnici, úspěšně ji řeší a v laboratoři NASA oznamuje tento triumf.
Cooper při zhroucení Tesseractu ztratil vědomí, teď se však probouzí na nemocničním lůžku. Díky signálu ze skafandru byl nalezen sondou na oběžné dráze Saturnu mnoho let poté, co opustil Zemi. Od jeho narození již na Zemi uplynulo 124 let.
Kolem Saturnu mezitím lidstvo založilo oběžnou stanici pojmenovanou po Murph Cooperové, která díky duchovi z dětství zachránila lidstvo vyřešením gravitačního problému a zvedla ze Země velké množství vesmírných stanic, na kterých mohou obyvatelé lidstva cestovat vesmírem, zatímco umírající Zemi nechávají za sebou. Na jedné takové stanici se nachází Cooper a TARS. Cooper se zde setká se svojí dcerou. Z Murph už je stará, všemi vážená paní, a několikanásobná babička. Cooper ji nachází na její smrtelné posteli. Řekne jí, že on byl duch z jejího dětství a Murph odpoví, že to věděla. Poté Coopera, který je její o desítky let mladší otec, vyzve, aby letěl zpět do vesmíru hledat Amelii. Žádný rodič by neměl vidět své dítě umírat, řekne mu. Film končí pohledem na Coopera sedícího v lodi připravené ke startu a poslední záběr ukazuje Amelii na planetě Edmunds, kde je dýchatelná atmosféra a vzniká malá lidská kolonie.

## Obsazení

### Postavy ve vesmíru
| Matthew McConaughey (dabing Jakub Saic)   | Cooper, ovdovělý pilot-astronaut             |
| Anne Hathawayová (dabing Jolana Smyčková) | Amelie Brandová, vědkyně a astronautka       |
| David Gyasi (dabing Marek Libert)         | Romilly, astronaut                           |
| Wes Bentley (dabing Bohdan Tůma)          | Doyle, astronaut                             |
| Bill Irwin (dabing Libor Terš)            | TARS, robot (dabing)                         |
| Josh Stewart (dabing Ivo Hrbáč)           | CASE, robot (dabing)                         |
| Matt Damon (dabing Filip Jančík)          | Dr. Mann, astronaut a pilot sondy mise Lazar |

### Postavy na Zemi
| Jessica Chastainová (dabing Radka Přibyslavská) | Murphy „Murph" Cooper, Cooperova dcera (v dospělosti)    |
| Mackenzie Foy (dabing Viktorie Taberyová)       | Murph (v mládí)                                          |
| Ellen Burstynová (dabing Dana Syslová)          | Murph (ve stáří)                                         |
| Michael Caine (dabing Ladislav Frej)            | profesor John Brand, vedoucí programu NASA a otec Amelie |
| Casey Affleck (dabing Martin Sobotka)           | Tom, Cooperův syn (v dospělosti)                         |
| Timothée Chalamet (dabing Jan Rimbala)          | Tom (v mládí)                                            |
| John Lithgow (dabing Bedřich Šetena)            | Donald, Cooperův tchán                                   |
| Topher Grace (dabing Radek Kuchař)              | Getty, Murphin kolega (později manžel)                   |
| David Oyelowo                                   | ředitel školy                                            |
| William Devane                                  | důstojník NASA                                           |

## Přijetí

### Návštěvnost
Interstellar byl jedním z nejočekávanějších filmů roku 2014 na americkém trhu, ačkoli proti srovnatelným snímkům Počátek (2010) nebo Gravitace (2013) měl před distribuční premiérou o něco slabší recenze. V pátek 7. listopadu začal ve 3 561 amerických kinech s odhadovanými tržbami ve výši 17 milionů dolarů, z toho více než čtvrtinu dodala kina IMAX. Předstihl tak Disneyho animovaný snímek Velká šestka, který však ještě před koncem víkendu ztrátu dotáhnul a Interstellar předstihl s celkovými 56,2 miliony dolarů, zatímco Interstellar získal na domácích tržbách asi 49,7 milionů dolarů, tedy méně než Nolanův dřívější Počátek (62,8 milionů), loňská Gravitace (55,8 milionů) i Prometheus Ridleyho Scotta (51,1 milionů). Samo studio Paramount přitom očekávalo 50 milionů. Po přičtení zahraničních tržeb z více než 60 národních trhů snímek vydělal 82,9 milionů dolarů, nejvíce v Jižní Koreji, Velké Británii a Rusku.
Do české kinodistribuce film vešel ve 107 kinech s 55 889 diváky a tržbami ve výši 7,867 milionu korun. Ačkoli se tak těšil nepatrně větší návštěvnosti než konkurenční české romantické drama Pohádkář (s 55 762 diváky), na tržbách vydělal méně (Pohádkář v 73 premiérových kinech vydělal 8,124 milionu korun).

### Hodnocení
Film byl hodnocen velmi dobře, na Rotten Tomatoes si krátce po premiéře vysloužil 74 %, na českém Kinoboxu dokonce 81 % a v Česko-slovenské filmové databázi 88 % (k datu 11. listopadu 2014). I to však ve srovnání s předchozími snímky režiséra Nolana představovalo dosud nejslabší hodnocení.
| „                                                   | Čekal se velký hit, podívaná, událost. (…) Velký rozměr sedí; a to je tak všechno. Nevadily by tři hodiny kvantové fyziky, relativity, gravitace, cestování časem, čtvrtého a pátého rozměru, červí díry – ostatně díky za její názorné vysvětlení. (…) Nevadily by ani tři hodiny podívané, vypravěčsky bohaté a obrazově čisté – přinejmenším tam, kde Nolan sází na „ruční práci“ či její zdání, kde tlumí digitální efekty, hraje si s duchařskými prvky nebo jako jeho předchůdci propadne kouzlu velebného ticha vesmíru. (…) Ovšem co vadí zásadně, jsou tři hodiny zušlechťujících vzkazů lidstvu, meditací „dole“ i „nahoře“, vatových úvah o dobru, zlu, přírodě, pravdě, aroganci, oběti. A melodramatická tónina, protože všichni, s výjimkou zábavných robotů, neustále slzí, štkají a popotahují. Interstellar je snad nejufňukanější sci-fi v dějinách kinematografie. | “ |
| — Mirka Spáčilová, iDNES.cz 4. listopadu 2014: 65 % | |   |

| „                                                | Interstellar není jen sci-fi, ale také rodinné drama, filosofické zamyšlení o lásce, pomíjivosti a naději, a ještě pár dalších věcí. Interstellar je obrovsky ambiciózní. Opravdu obrovsky. (…) Triky jsou pochopitelně bezchybné, ale čeká nás i značné množství působivých audiovizuálních nápadů, kdy je efektně použito naprosté ticho, stejně jako hypnotická Zimmerova hudba (dost nepodobná jeho typické tvorbě, zato ale dost podobná Philipu Glassovi). (…) Je možné, že kdybych film viděl znovu, tak pochopím to, co mi uniklo. Ale – a to je to nejdůležitější – já ho (aspoň v dohledné době) znovu vidět nechci, protože mě nedokázal dostatečně stimulovat (na rozdíl od všech ostatních Nolanových filmů). | “ |
| — František Fuka, FFfilm 6. listopadu 2014: 80 % | |   |

| „                                        | Je nezpochybnitelné, že Interstellar dovede na plátna kin vrátit moment úžasu. Obzvlášť v kině IMAX v 70mm formátu vyvolávají obrazy bázeň i dojem vznešena. Zároveň nejsou sterilní a hladké, mimořádný důraz se tu klade na realističnost, špínu a fyzickou tíži. Na rozdíl od většiny ostatních trháků se zde digitální triky ani většinou nedají rozpoznat. A Zimmerova hudba napojená na extrémně zvýrazněné ruchy chvílemi úplně rozvibruje vnitřnosti. Zároveň si musíme přiznat, že jsme coby natěšené publikum pomohli dohnat autory v jejich ambicích tak daleko, že musí zařadit zpátečku. Odteď by Nolanovi měli opět být méně dokonalí a víceznačnější, nebo se promění ve vlastní parodii. Naděje, že uvidíme skvělý film, nemusí být vykoupená tím, že u něj budeme povznesení za každou cenu. | “ |
| — Kamil Fila, Respekt 10. listopadu 2014 | |   |

### Ocenění
- Hudba k filmu od Hanse Zimmera byla nominována na Oscara a na cenu Grammy za nejlepší hudební složku k vizuálnímu dílu.[12]